# Apherusa cirrus
Apherusa cirrus is een vlokreeftensoort uit de familie van de Calliopiidae. De wetenschappelijke naam van de soort is voor het eerst geldig gepubliceerd in 1862 door Bate.